# Xamarin
Xamarin – amerykańskie przedsiębiorstwo zajmujące się wytwarzaniem oprogramowania ulokowane w San Francisco i założone 16 maja 2011, będące od 24 lutego 2016 jednostką zależną od Microsoftu.
Przedsiębiorstwo zostało założone przez twórców projektów Mono, Mono for Android i MonoTouch, będących wieloplatformowymi rozwiązaniami dla środowisk Common Language Infrastructure oraz .NET Framework.
Przedsiębiorstwo udostępnia narzędzia dla środowiska Microsoft Visual Studio umożliwiające tworzenie natywnych aplikacji na urządzenia mobilne (z takimi systemami, jak Android, iOS, czy Windows Phone) w języku C# za pośrednictwem platformy o tej samej nazwie.
Nazwa „Xamarin” pochodzi od angielskiej nazwy rodzaju zwierzęcia małpokształtnego, „Tamarin” (Tamaryna), będącego pierwotnie maskotką przedsiębiorstwa. W nazwie zwierzęcia pierwszą literę „T” zamieniono na „X”.

## Historia

### Początki w Ximian i Mono
W 1999 roku Miguel de Icaza oraz Nat Friedman założyli przedsiębiorstwo ostatecznie nazwane Ximian, aby wspierać i rozwijać oprogramowanie dla powstającego projektu GNOME. Po ogłoszeniu platformy .NET Framework przez firmę Microsoft w lipcu 2000, de Icaza zaczął rozpatrywać możliwość jej obsługi na systemach opartych na jądrze Linux, ostatecznie wdrażając swój projekt Mono 19 lipca 2001 jako otwartoźródłowe oprogramowanie.
Spółka Ximian została kupiona przez przedsiębiorstwo Novell 4 sierpnia 2003.

### Utworzenie Xamarin
16 maja 2011 Miguel de Icaza ogłosił na swoim blogu, że projekt Mono będzie rozwijany i wspierany przez nowo powstałe przedsiębiorstwo Xamarin, które miało w planach stworzenie pakietu oprogramowania dla urządzeń mobilnych. Jak donosi jego wpis, nad Mono częściowo pracował pierwotny zespół za czasów firmy Ximian.
24 lutego 2016 przedsiębiorstwo stało się jednostką zależną od Microsoft.